# Хикман (Небраска)
Хикман (енгл. Hickman) град је у америчкој савезној држави Небраска.

## Демографија
По попису из 2010. године број становника је 1.657, што је 573 (52,9%) становника више него 2000. године.
| Група             | 2000.         | 2010.         |
| Белци             | 1.054 (97,2%) | 1.608 (97,0%) |
| Афроамериканци    | 7 (0,6%)      | 6 (0,4%)      |
| Азијати           | 0 (0,0%)      | 3 (0,2%)      |
| Хиспаноамериканци | 11 (1,0%)     | 27 (1,6%)     |
| Укупно            | 1.084         | 1.657         |